# Епоха (астрономія)
Епо́ха (від грец. έποχή — зупинка) — в астрономії момент часу (період часу), для якого визначено астрономічні координати або елементи орбіти. 
У випадку астрономічних координат положення в інші моменти часу може бути обчислене з урахуванням прецесії та нутації земної осі, паралаксу та власного руху світил. 
У випадку орбітальних елементів (планет, астероїдів, комет тощо) необхідно брати до уваги також вплив інших тіл, щоб обчислити орбітальні елементи для інших моментів часу.

## Історія виникнення терміна
Екваторіальна та екліптична системи координат, що найчастіше застосовуються в астрономії, визначено відносно точки весняного рівнодення, яка в свою чергу визначається взаємною орієнтацією осі обертання Землі та її орбіти навколо Сонця. Орієнтація земної осі змінюється (хоча й досить повільно) наприклад, у результаті прецесії. На великих проміжках часу зміни цілком помітні. Скажімо, за часів Гіппарха (2 ст. до н. е.) точка весняного рівнодення перебувала в сузір'ї Овна, а наразі вона розташована у сузір'ї Риб. Тому для зіставлення спостережень, здійснених у різні епохи, виникла потреба вказувати епоху, коли саме вони здійснювалися.
Зі збільшенням точності астрономічних вимірювань (особливо після винайдення телескопа) потреба врахування таких зміщень стала нагальнішою. Сучасні методи (зокрема позаатмосферної астрономії) дозволяють вимірювати зміни координатних систем за менші проміжки часу (наприклад, протягом року). Для точного визначення координат стало необхідно вказувати не лише сторіччя (чи десятиріччя), а конкретний рік або точну дату (для спостережень надвисокої точності — навіть час). Проте для позначення періоду спостережень (та пов'язаної з ним координатної системи) термін «епоха» в астрономії зберігся.

## Стандартні епохи
Стандартними епохами у двадцятому сторіччі вважають початки 1900.0, 1925.0, 1950.0, 1975.0 та 2000.0 бесселевих років. 
З 1998 року стандартною в астрономії визначено Міжнародну небесну систему координат (англ. ICRS). Вона максимально наближена до екваторіальної системи координат епохи 2000.0, а її осі зафіксовано щодо найвіддаленіших об'єктів космосу (квазарів, галактик). Власний рух цих об'єктів передбачається настільки малим, що ним можна знехтувати. Тому спостереження в цій системі координат не потребують зазначення епохи. Але як данину традиції епоху спостережень для цієї системи координат часто позначають як J2000.